# Křížová cesta (Černý Důl)
Křížová cesta v Černém Dole na Trutnovsku se nachází v obci u kostela u zdi zrušeného hřbitova. Spolu s kostelem je chráněna jako nemovitá Kulturní památka České republiky.

## Historie
Křížová cesta byla založena roku 1842. Nachází se u kostela svatého Michaela při hřbitovní zdi. Tvoří ji čtrnáct kamenných kapliček sestavených z dříku, sloupku s nikou pro pašijový obrázek a stříšky s římskou pořadovou číslicí.
Po 2. světové válce zastavení chátrala. Některá byla rozvalena nebo postávala neuspořádaně. Přesto se dochovaly všechny kamenické prvky všech kapliček. Roku 2011 byla zastavení opravena z iniciativy obce a nové pašijové obrázky namaloval černodolský kronikář Vladimír Vít. Spolu s kapličkami byla opravena památkově chráněná podpěrná zeď a kolem kostela byl založen park.
Křížová cesta byla nově otevřena 29. září 2011 po česko-německé mši, kterou sloužil P. Josef Rybář.